# Cancellus ornatus
Cancellus ornatus är en kräftdjursart som beskrevs av James Everard Benedict 1901. Cancellus ornatus ingår i släktet Cancellus och familjen Diogenidae. Inga underarter finns listade i Catalogue of Life.